# Sputnik (pel·lícula)
Sputnik (rus: Спутник) és una pel·lícula de ciència-ficció de terror russa del 2020 dirigida per Iegor Abramenko, en el seu llargmetratge de debut com a director. És protagonitzada per Oksana Akinxina com una jove doctora que és reclutada per l'exèrcit soviètic per avaluar un cosmonauta que va sobreviure a un misteriós accident espacial i va tornar a la Terra amb un organisme perillós que vivia dins seu. Al costat d'Akinxina, el repartiment de la pel·lícula inclou Piotr Fiodorov i Fiodor Bondartxuk.
'Sputnik estava previst que tingués la seva estrena mundial al Festival de Cinema de Tribeca a l'abril de 2020 abans que el festival fos ajornat a causa de la pandèmia de COVID-19. La pel·lícula es va estrenar el vídeo a la carta a Rússia el 23 d'abril de 2020. Va rebre crítiques generalment positives de la crítica.

## Argument
L'any 1983, durant l'últim període calent de la Guerra Freda, dos cosmonautes russos dedicats a una missió d'investigació orbital van experimentar alguna cosa inexplicable mentre tornaven a la Terra: van veure alguna cosa movent-se fora de la seva nau. La nau espacial no funciona en tornar a entrar i s'estavella a la República Socialista Soviètica del Kazakhstan, i només un dels cosmonautes, Konstantin Veixniakov, sobreviu. Se'l porten a un centre d'investigació militar aïllat, on la doctora Tatiana Klimova, una jove psiquiatra que és qüestionada pels seus controvertits mètodes de tractament en psiquiatria, és reclutada per l'oficial a càrrec, el coronel Semiradov. No se li explica el motiu real de la quarantena de Konstantin, però aviat descobreix que el cosmonauta va portar una forma de vida extraterrestre dins del seu propi cos sense saber-ho ell mateix. La criatura surt durant la nit, mentre el seu hoste està adormit. El coronel Semiradov li revela que està aquí per determinar com separar Konstantin i la criatura, ja que sembla que han desenvolupat una relació completament simbiòtica, amb la criatura que viu a l'esòfag del cosmonauta i es beneficia dels seus nutrients, mentre que Konstantin es va recuperar impossible de les ferides rebudes després de l'aterratge.
Tatiana s'enfronta a Konstantin dient-li que sap que té un fill que ha abandonat en un orfenat, la qual cosa implica que no és un heroi nacional sinó un covard que no es preocupa pel seu fill, amb el propòsit d'estressar-lo. Gràcies a això, descobreix que la criatura està afectada pels nivells hormonals i que un dels vídeos que se li han mostrat ha estat alterat, fet que la porta a descobrir que la criatura no s'alimenta del que menja Konstantin, sinó que menja humans vius. i que Semiradov l'ha anat alimentant amb presoners. La criatura es mostra a les seves víctimes per tal d'augmentar la seva por, la qual cosa fa que el cervell humà alliberi cortisol, del qual l'extraterrestre obté la seva nutrició. Disgustada i horroritzada per això, s'enfronta a Semiradov, només per dir-li que la veritable raó per la qual són aquí és trobar una manera de convertir l'alienígena en una arma que puguin controlar. Li pregunta si col·laborarà, cosa que sembla estar d'acord.
Més tard, com que ha desenvolupat una relació afectuosa amb Konstantin, el porta a córrer per les instal·lacions i, sota l'aparença de fer exercici, li informa que té una criatura parasitària dins seu i els plans de l'exèrcit per a ell. Accepten evadir la vigilància i es trobaran més tard, quan ella li mostra els cossos de les persones que la criatura va matar i l'astronauta encara viu que estava a la nau espacial amb Konstantin: no estava infectat perquè tenia càncer, cosa que havia passat desapercebuda per les proves fetes abans de la missió, però que la criatura devia haver pogut intuir. Es revela que Konstantin era ben conscient del seu hoste no desitjat i del que fa la criatura quan no està lligada a ell. La Tatiana resta sorpresa amb aquesta revelació, i en Konstantin li diu que, per tenir cura del seu fill, farà qualsevol cosa per sortir d'aquest lloc.
Tatiana finalment determina que vol ajudar en Konstantin i, amb l'ajuda d'un altre metge dins de la instal·lació, s'escapa. Li mostra a Konstantin una xeringa amb fàrmacs que simularan la malaltia d'Addison, el mateix tipus de malaltia que tenia l'altre cosmonauta. Les seves raons per això forçarien la criatura a sortir, i amb sort moriria en una hora fora del seu amfitrió.
Mentre escapen, Semiradov els embosca,  envia soldats armats darrere d'ells. La Tatiana està ferida i Konstantin li demana la xeringa. En injectar-se, l'extraterrestre emergeix i mata els soldats. Tatiana i Konstantin fugen, però no arriben gaire abans que en Konstantin s'enfonsi. La Tatiana s'adona que en Konstantin no pot sobreviure sense l'extraterrestre, ja que s'han tornat completament simbiòtics, i es rendeix quan Semiradov els enxampa. El coronel porta la criatura ara fortament ferida per forçar-la a tornar a l'interior de Konstantin; Aquest últim, però, fa que la criatura mati Semiradov i els seus homes, deixant finalment lliures a Tatiana i a ell mateix. Tanmateix, mentre les autoritats descendeixen sobre ells, alertades dels monstruosos experiments de Semiradov, un Konstantin reviscut es dispara per matar la criatura i ell mateix al seu costat.
Algun temps després, Tatiana adopta el fill de Konstantin, i es revela que ella mateixa vivia en un orfenat quan era jove.

## Repartiment
- Oksana Akinxina com a Tatyana Yuryevna Klimova, una mèdica/neurofisiòloga
- Fiodor Bondartxuk com a Coronel Semiradov
- Piotr Fyodorov com a Konstantin Vesixiakov
- Anton Vasiliev com a Ian Rigel
- Vitalia Kornienko com a jove Tatiana
- Aleksei Demidov com Kirill Avertxenko
- Anna Nazarova com a infermera
- Aleksandr Marruixev com el condemnat Ruben
- Albrecht Zander com el condemnat Seryj
- Pavel Ustinov com a comboi
- Vasili Zotov com a biòleg
- Natàlia Xvets com a presidenta de la Comissió

## Producció
La fotografia principal de la pel·lícula va tenir lloc a Moscou l'hivern del 2018-2019. La majoria de les escenes de la pel·lícula es van rodar a l'Institut de Química Bioorgànica Xemiakin-Ovtxinnikov.

## Estrena
Sputnik estava previst que tingués la seva estrena mundial al Festival de Cinema de Tribeca l'abril de 2020 abans que el festival es va ajornar a causa de la pandèmia de COVID-19. Sony Pictures havia previst l'estrena a les sales de la pel·lícula a Rússia el 16 d'abril de 2020, però la pel·lícula es va estrenar en vídeo sota demanda a Rússia a les plataformes More.tv, Wink i Ivi.ru el 23 d'abril. IFC Midnight va adquirir els drets de distribució nord-americans de la pel·lícula a principis d'aquell mateix mes. La pel·lícula es va estrenar en sales seleccionades i sota demanda a Amèrica del Nord el 14 d'agost de 2020.
Quan es va estrenar a Rússia, més d'un milió de persones la van veure en streaming Sputnik a More.tv, Wink i Ivi.ru, convertint la pel·lícula en el títol més reproduït en aquests serveis en dos anys, superant els  títols americans i altres títols russos.

## Recepció

### Taquilla i VOD
En el seu cap de setmana americà de debut, va ser la cinquena pel·lícula més llogada a Apple TV, i també va recaptar uns 11.000 dòlars en 32 sales de cinema.

### Resposta crítica
Al lloc web de l'agregador de ressenyes Rotten Tomatoes, la pel·lícula té una puntuació d'aprovació del 88% basada en 121 ressenyes, amb una puntuació mitjana de 7/10. El consens dels crítics del lloc diu: "Un terror alienígena espacial efectiu amb un toc de l'era soviètica, Sputnik demostra que encara queden alguns bons thrillers de ciència-ficció a la galàxia." Metacritic va assignar a la pel·lícula una puntuació mitjana ponderada de 61 sobre 100, basada en 19 crítics, indicant "crítiques generalment favorables".
Pavel Voronkov de Gazeta.Ru va qualificar la història de la pel·lícula d' "encantadorament sense complicacions" i va escriure que, a diferència de "Avanpost de Iegor Baranov (en el qual també va actuar Fedorov), no fa gens de mal mirar." Dmitri Xepeliov d'Igromania va elogiar les imatges de la pel·lícula, però va lamentar que "els clixés es converteixen en el principal motor de la història", conclou: "Retoqueu el guió, escriviu millor els personatges, afegiu-hi més acció sagnant, i Sputnik es podria anomenar un excel·lent thriller de fantasia, però això és una més o menys competent pel·lícula B."
Matt Zoller Seitz, en la seva ressenya de la pel·lícula per a RogerEbert.com, li va donar una puntuació de tres estrelles i mitja sobre quatre, i va elogiar la relació entre els dos personatges principals: "Les actuacions i les caracteritzacions afegeixen força, i l'atmosfera russa de pesadesa emocional la diferencia dels seus cosins americans." Ian Freer d'Empire va donar tres de cinc estrelles a la pel·lícula, lloant el seu "disseny de criatura divertida i bon gore" i anomenant-la un "thriller contundent però efectiu". Joe Morgenstern de The Wall Street Journal va escriure que "les actuacions sòlides de la pel·lícula, el disseny de producció sorprenentment sobri i la fotografia ombrívola transmeten la sensació d'alguna cosa important que passa. Aquest no és un assoliment petit en el que demostra ser una pel·lícula de criatura amb estil."
Glenn Kenny de The New York Times va escriure que "Si bé Sputnik no fa que els seus préstecs substancials d'altres imatges de ciència-ficció siguin completament nous, sí els aprofita prou per oferir una experiència veritablement aterridora i satisfactòria." Tomris Laffley de Variety es va referir a la pel·lícula com un "estudi de personatges claustrofòbics amb peces d'arrel d'adhesió [i] slasher útils de gore de pel·lícula B"; També va lloar l’ "actuació carismàtica principal" d'Akinxina, comparant favorablement el personatge amb Ellen Ripley de la franquícia Alien. En canvi, John DeFore de The Hollywood Reporter va escriure que el "to intensament seriós de la pel·lícula desmenteix algunes coses terriblement ximples a la seva trama", i va resumir la pel·lícula com "Més avorrida del que sembla."

### Reconeixements
| Premi         | Any                  | Categoria                       | Receptor | Resultat | Ref(s) |
| ------------- | -------------------- | ------------------------------- | -------- | -------- | ------ |
| Premis Saturn | 26 d'octubre de 2021 | Millor pel·lícula internacional | Sputnik  | Nominat  | [ 20 ] |